# SBB Te III sorozat
Az SBB SBB Te III egy Bo tengelyelrendezésű, 15 kV 16,7 Hz AC áramrendszerű villamosmozdony-sorozat. A 245 kW teljesítményű mozdonyok legnagyobb sebessége 60 km/h. Összesen 3 db-ot gyártottak 1965-ben az SBB részére.